# Чигаев, Георгий Александрович
Гео́ргий Алекса́ндрович Чига́ев (укр. Георгій Олександрович Чигаєв, род. 19 октября 1983 года в Одессе, УССР) — украинский боксёр-любитель, Заслуженный мастер спорта, 9-кратный чемпион Украины.
Образование — высшее, окончил Одесский национальный политехнический университет, Львовский государственный университет физической культуры.
Семейное положение — женат.

## Спортивная карьера

### Чемпионат Европы по боксу 2002года
- 1/8 финала: победа по очкам (24:14) над македонцем Мумин Вели
- 1/4 финала: поражение по очкам (16:14) молдавскому боксёру Вячеславу Гожану, ставшему серебряным призёром чемпионата.

### Чемпионат Европы по боксу 2006года
Поражение по очкам (22:29) в 1/8 финала россиянину Давиду Айрапетяну, который стал чемпионом.

### Чемпионат Европы по боксу 2008года
Выиграл турнир в весовой категории до 51 кг. В финале победил шведского боксера Саломо Нтуве.

### Чемпионат Европы по боксу 2010года
Завоевал серебряную медаль, проиграв в финале российскому боксёру Эдуарду Абзалимову.